# 에드먼드 그린들
에드먼드 그린들(영어: Edmund Grindal, 1519년-1583년 7월 6일)은 캔터베리 대주교이다.
잉글랜드 북부 컴벌랜드 출신으로 1559년 런던 주교, 1570년 요크 대주교가 되었다. 1575년 캔터베리 대주교가 되었다.
그린들은 런던주교당시 복음과 정치 사이에는 비 성경적 요소가 불가피함을 인정하고 법의 요구에 순응하면서 점진적으로 개혁해야 할 필요성을 인정하였다.
그린들은 하인리히 불링거에게 보낸 서신에서 "이제 감독은 우리들이다. 우리가 이 자리에 들어오기 전에 오래도록 싸웠던 교회 개혁의 문제들을 이제 보다 유리한 입장에서 주장할 수 있게 되었다. 여왕과 국회가 최선의 판단을 하도록 일해야 할 자는 이제 우리들이다. 몇 가지 예식이나 제도 때문에 하나님의 교회를 방치해 둘 수 없다. 아직도 교회는 순수한 복음교리가 남아 있다. 힘을 합치자!" 라고 호소했다.
1. ↑  “우리는 왜 청교도 정신을 다시 생각해야 하는가? - 코람데오닷컴”. 2020년 2월 10일에 확인함.[깨진 링크(과거 내용 찾기)]